# Casa real y bosque de la Quemada
La casa real y bosque de la Quemada fue una residencia real del siglo XVII, hoy desaparecida, situada en el término municipal de Olivares de Duero (en la provincia de Valladolid)

## Historia
En sus orígenes la finca se encontraba dentro de los bienes del mayorazgo de don Bernardino de Velasco, conde de Salazar y caballero de Santiago.
Hacia 1604, una vez establecida la corte en Valladolid, Felipe III pasa un período en la finca. En 1605 el monarca solicita al conde de Salazar que disgregue la propiedad de su mayorazgo y esta le sea vendida. Finalmente, la propiedad fue comprada el 4 de mayo de 1605 por 6.000 ducados, pasando a depender de la Junta Real de Obras y Bosques. De esta forma la posesión de la Quemada pasa a formar parte de los sitios reales satélites de la corte vallisoletana pensados para la representación y solaz del monarca, a imagen de los sitios reales de los alrededores de Madrid (Entre los sitios reales vallisoletanos pueden contarse también el palacio de la Ribera, la casa real y bosques de El Abrojo, la casa de Ventosilla y Tordesillas). La alcaídia y guardia mayor de la Quemada fue otorgada por el rey al duque de Lerma, perpetuándose en su mayorazgo.
En la década de 1620, años después de la vuelta de la corte a Madrid, el patrimonio real se intenta deshacer de la finca sin éxito. Finalmente es vendida en 1647 a don Ventura de Onís y Coutiño, regidor de Valladolid por 4.800 escudos. En este momento se levanta un plano de la misma.

## Descripción
La finca tenía una extensión de unas 70 hectáreas. Se trataba de un bosque de encinas lo que lo hacía especialmente valioso, no solo por la caza sino por el aprovechamiento de la leña del mismo.
La casa se componía de una casa principal con una planta rectangular con dos pisos, encontrándose en el piso alto las habitaciones regias. Contaba también con capilla y unos jardines.